# Suore della Sacra Famiglia (Istituto Lega)
Le Suore della Sacra Famiglia, o Istituto Lega, sono un istituto religioso femminile di diritto pontificio.

## Storia

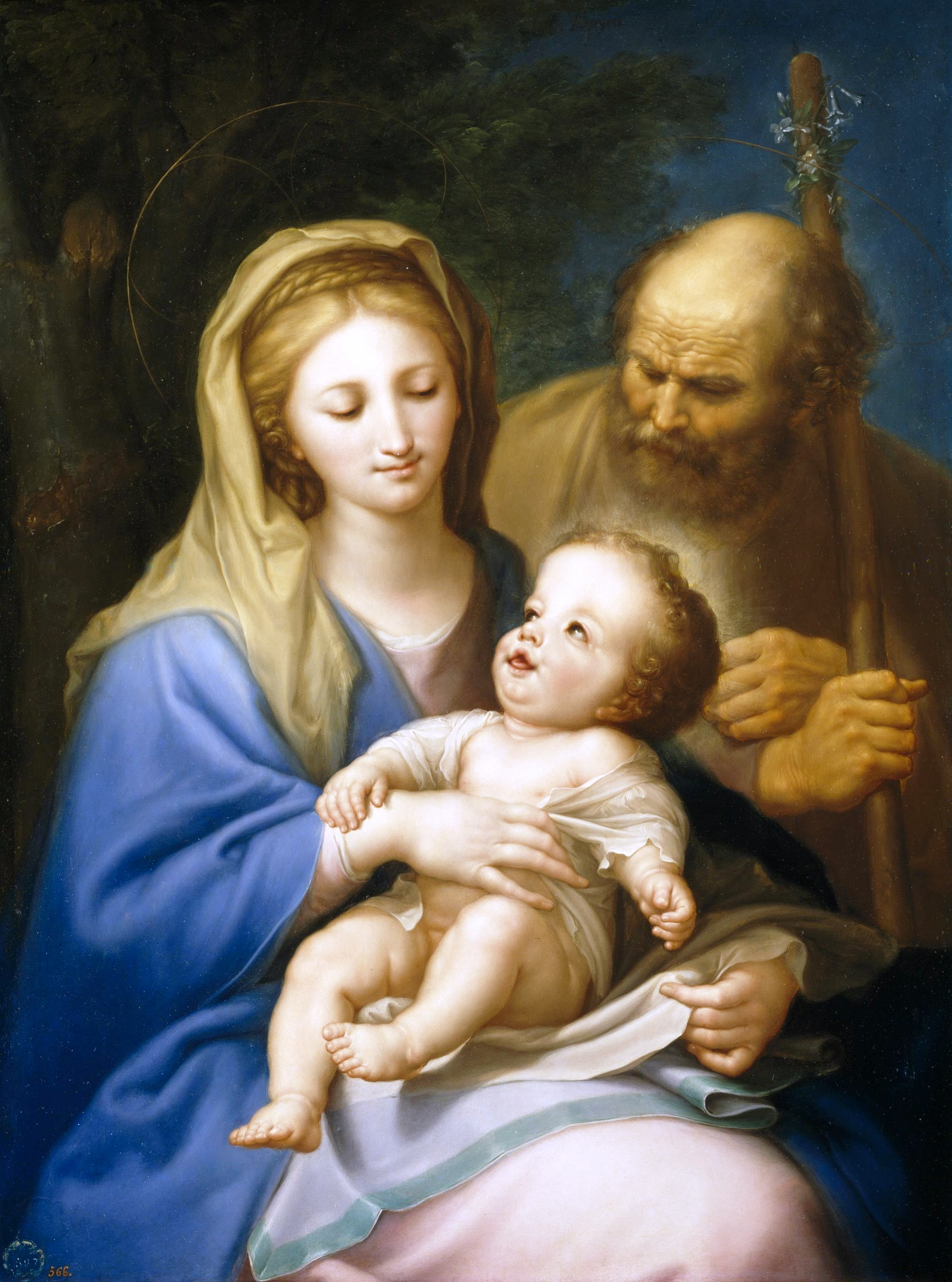
La Sacra Famiglia, di Francisco Bayeu.

La congregazione venne fondata da Maria Teresa Lega (Brisighella 13 gennaio 1812 - Modigliana 1890). Appartenente al casato del cardinale Michele Lega, nel 1835 si fece monaca entrando nel Collegio Emiliani di Fognano. Successivamente, in seguito alla dissoluzione degli ordini contemplativi (1866), pensò di istituire una nuova famiglia religiosa per assicurare un'educazione cristiana alla gioventù. Ottenuto l'appoggio di papa Pio IX e del vescovo Leonardo Giannotti, il 16 luglio 1871 a Modigliana diede inizio al nuovo istituto, intitolato alla Sacra Famiglia.
L'Istituto Lega ricevette il pontificio decreto di lode il 12 giugno 1888; aggregato all'Ordine dei Frati Minori dal 23 agosto 1918, le sue costituzioni vennero approvate definitivamente dalla Santa Sede il 18 aprile 1939.

## Attività e diffusione
I fini dell'Istituto Lega sono l'istruzione e l'educazione cristiana della gioventù e l'assistenza a malati e anziani.
Oltre che in Italia, le suore dell'Istituto Lega sono presenti in Colombia e in Mozambico; la sede generalizia è a Cesena.
Alla fine del 2008 la congregazione contava 86 religiose in 16 case.

## Processo di beatificazione
Suor Maria Teresa Lega è stata proclamata Venerabile da Papa Giovanni Paolo II il 25 giugno del 1996. L'iter prosegue verso il riconoscimento della santità.